# Eagles
Az Eagles (több helyen: The Eagles) egy amerikai rock-, country-rock- és folk-rock együttes. A zenekar 1971-ben alakult Los Angelesben. Az együttest Randy Meisner (előző együttese: Poco), Glenn Frey (előző együttese: Longbranch Pennywhistle), Bernie Leadon (előző együttese: The Flying Burrito Brothers) és Don Henley (előző együttese: Shiloh) alapította, akik Linda Ronstadt kísérőzenekarának tagjai voltak. Don Felder csatlakozásával (1974) és Joe Walsh belépésével (1976) Bernie Leadon helyére, megalakult a „nagy” Eagles.
Öt listavezető kislemezzel és négy listavezető albummal koruk egyik legsikeresebb együttese volt. A legnagyobb sikert elért albumuk, a Hotel California, bekerült minden idők 500 legjobb zenei felvétele közé, az együttes pedig kivívta magának a 75. helyet, minden idők 100 legnagyszerűbb zenekara között. Az Eagles Amerika legsikeresebb együttesévé, a Their Greatest Hits (1971–1975) című válogatásalbum pedig a kontinens máig legsikeresebb (bestseller) lemezévé vált. Listavezető dalaik: Best of My Love, One of These Nights, New Kid in Town, Hotel California, Heartache Tonight.

## Az Eagles története

### Kezdetek

#### 1971-73
Az Eagles 1971-ben alakult, amikor John Boylan zenei producer és menedzser, Glenn Frey és Don Henley helyi zenészeket toborozta Linda Ronstadt kísérő zenekarába. Henley Texasból költözött Los Angelesbe a Shiloh nevű zenekarával, hogy készítsenek egy nagylemezt Kenny Rogers producersége alatt, míg Frey Michigan-ből érkezett és JD Southerrel megalakította a Longbranch Pennywhistle együttest. Ők már korábban találkoztak, 1970-ben a The Troubadour nevű éjszakai mulatóhelyen, ahol az Amos Records közös lemezkiadójukon keresztül összeismerkedtek. Randy Meisner aki Ricky Nelsonnal valamint a Stone Canyon Band együttessel dolgozott és Bernie Leadon a the Flying Burrito Brothers együttes veteránja szintén csatlakozott Ronstadt turnéjához ami a Silk Purse albumát volt hivatott népszerűsíteni.
A turné alatt határozta el magát Frey és Henley, hogy együttest alakítanak és szándékukról beszámoltak Ronstadtnak. Később Frey Ronstadt javára írta, hogy Leadont ajánlotta a zenekarba és elintézte azt is, hogy összejöjjenek vele. Meisnert is sikerült megnyerniük a tervüknek illetve az együttesnek. Ők négyen, élőben csak egyszer kísérték az énekesnőt, a júliusi koncerten Disneylandben, de mind a négyen közreműködtek Linda Ronstadt azonos című albumának felvételein. A többiek ajánlották JD Southert az együttesbe, de Meisner megvétózta. A négytagú zenekar 1971 szeptemberében az Asylum Records lemezkiadóhoz szerződött, amelyet az a David Geffen alapított, akit Jackson Browne mutatott be Freynek. Geffen kiváltotta Frey és Henley szerződését az Amos Recordtól és elküldte négyüket Aspenbe, hogy összeforrjanak mint együttes.
Mivel még nem választottak nevet, az első fellépésükön, 1972 októberében az aspeni Galériában, a Teen King and the Emergencies néven szerepeltek. Don Felder Leadonnak tulajdonítja az Eagles nevet, egy meszkalin és tequila hatása alatti kirándulásukon a Mojave-sivatagban, jutott eszébe a hopi indiánok sas tisztelete. JD Souther szerint az ötlet Freytől származik amikor sasokat látott a magasban, felkiáltott Eagles. Egy harmadik változat szerint Steve Martin, aki baráti társaságukhoz tartozott a kezdeti években, ajánlotta a "the Eagles" nevet, de Frey ragaszkodott a névelő nélküli "Eagles" változathoz. Az elején Geffen és partnere Elliot Roberts menedzselte is őket, de később, amikor már a harmadik nagylemezüket készítették, Irvin Azoff vette át a menedzseri feladatot.
Az együttes azonos nevű bemutatkozó albumát 1972. februárban Angliában vették fel Glyn Johns producer irányítása alatt. Johnst lenyűgözte az együttes ének stílusa, és neki tulajdonítják az együttesre jellemző „magasan szárnyaló” country-rock harmónia kialakítását.
Az 1972. június 1-én kiadott nagylemezük, az Eagles jelentette az első sikerüket. Három számát adták ki kislemezen, amelyek bekerültek a Top 40 listára. Az első kislemez a Take It Easy volt, amelyet Frey írt akkori szomszédjával és country-folk rockzenésszel Jackson Browne-nal. Browne írta az első versszakot de a másodiknál megakadt az I'm standing on a corner in Winslow, Arizona sor után. Frey egészítette ki a verset az It's a girl, my Lord, in a flatbed Ford, slowin' down to take a look at me résszel, ami után Browne be tudta fejezni a számot. A dal 12. helyet ért el a Billboard Hot 100 listán és ezzel már hírnévre tettek szert. A következő két kislemez a blues-os Witchy Woman és a Peaceful Easy Feeling country rock ballada volt, amelyek a 9. illetve 22. helyre jutottak a listán.
A második nagylemezüknek a Desperadónak a vadnyugat a témája, összehasonlítva az akkori törvényen kívüliek (outlaws) és a mai rocksztárok életstílusát. Ez az album volt az, amelyik megmutatta a tehetségüket a képzelt témájú zeneszerzéshez. Ennek a lemeznek a felvétele alatt kezdődött Henley és Frey közös zeneszerzése. Ők írtak nyolcat az album tizenegy számából, köztük a Tequila Sunrise és Desperado dalokat, mindkettő az együttes legnépszerűbb dalai közül. A Twenty-One, Doolin–Dalton és Saturday Night számokban, Bernie Leadon kiváló gitár, bendzsó és mandolin játékáról győződhettünk meg. A téma a hírhedt vadnyugati Doolin-Dalton banda, mint ahogy a Doolin-Dalton, Desperado, Certain Kind of Fool, Outlaw Man és a Bitter Creek dalok mutatják.
Az album első nagylemezüknél kevésbé volt sikeres, az amerikai Billboard 200 lista 41. helyére jutott csak, míg két kislemez, a "Tequila Sunrise" és az "Outlaw Man"a 61. illetve 59. helyet érte el a Billboard Hot 100 listán.
Henley és Frey lévén a társszerzője az album nagy részének – a minta, amely majd évekig jellemzi a zenéjüket – jelentős változást hozott a zenekar életébe. Ők ketten lesznek a vezéralakok, a korábbi feltételezéssel ellentétben, amely szerint a tapasztaltabb zenészeknek tartott Leadon és Meisner nagyobb befolyással lenne a zenekarra.

#### 1973–75
A következő, On the Border albumon, Henley és Frey azt akarta, hogy a zenekar szakadjon el a country rock stílustól és közeledjenek a hard rock felé. Az Eagles Glyn Johns producerrel kezdte el az albumot, aki inkább a kétélű zenéjük buja oldalát akarta hangsúlyozni. Mindössze két használható dal felvétele után, a zenekar Bill Szymczykhez fordult, hogy készítse el a lemez többi részét. Szymczyk keményebb gitárost akart "Good Day in Hell" számban és így jutott eszükbe Bernie Leadon gyermekkori barátja Don Felder, aki már a színfalak mögött muzsikált (dzsemmelt) a zenekarral 1972-ben, amikor az előzenekar volt a Yes együttes koncertjén Bostonban. Felder becenevet is kapott Freytől a kompetens gitárjátékáért, Fingers (Ujjak), amely név aztán ráragadt.
1974 januárjában Frey megkérte Feldert, hogy a Good Day in Hell dalban tegyen hozzá slide gitár hangot. A játéka annyira lenyűgözte őket, hogy másnap meghívták, csatlakozzon az együtteshez mint az ötödik Eagle. A gyors ritmusú kezdőszámban, az Already Gone-ban is szerepel az albumon, ahol Freyjel gitár duettet játszanak. Already Gone az első kislemez az albumról, a 32. helyre jutott a listákon. Az album egy másik dala, a Best of My Love, a Billboard listavezetője lett 1975. március 1-jén. Ez volt az Eagles első listavezető dala az öt közül. Az album tartalmaz egy Tom Waits dal feldolgozást (cover verzió) az Ol’ ’55, valamint a James Dean kislemezük dalát, amely 77. a helyet érte el a listákon.
A zenekar fellépett 1974. április 6-án a California Jam fesztiválon, Ontarióban, Kaliforniában, több mint 300 000 rajongó előtt. A fesztivált a nyugati part Woodstockjának nevezték, és olyan híres együttesek léptek fel mint a Black Sabbath, Emerson, Lake & Palmer, Deep Purple, Earth, Wind & Fire, Seals & Crofts, Black Oak Arkansas, és a Rare Earth. A koncertet részben közvetítette az Egyesült Államokban az ABC televíziós társaság, s így ismertté téve az Eaglest a szélesebb közönség számára. Felder nem vett részt a fellépésen mivel elhívták, hogy jelen legyen a fia születésénél. Helyette Jackson Browne ugrott be, és játszott zongorán és akusztikus gitáron.
Az Eagles 1975. június 10-én kiadta a negyedik stúdióalbumát, One of These Nights címmel. Ez volt az együttes igazi áttörése, ekkor váltak nemzetközi szupersztárokká, és ez volt az első a sorban, a négy egymást követő a listavezető albumuk közül. A meghatározó dalszerzői partnerség Henley és Frey között folytatódott ezen az albumon is. Az első kislemez a címadó szám volt, amely a második egymást követő listavezető daluk lett. Frey azt mondta, hogy ez a szám az ő minden idők kedvenc Eagles dala. A második kislemez a Lyin' Eyes volt, amely a 2. helyet érte el a listákon és meghozta a zenekar első Grammy-díját, a legjobb vokális popduó vagy -együttes teljesítményért. Az harmadik kislemez, a Take It to the Limit, Meisner, Henley és Frey szerzeménye, és ez az egyetlen Eagles-szám amelyet Meisner énekel. A dal 4. helyre jutott a listákon. Az album népszerűsítésére a zenekar egy hatalmas, világméretű turnéra indult és az albumot jelölték Grammy-díjra az év albumáért.
Ez az albumuk volt az utolsó amelyen az együttes egyik alapító tagja Bernie Leadon szerepel. Leadon írta vagy társszerzője volt az album három dalának, köztük az I Wish You peace, amit közösen írt barátnőjével Patti Davisszel (kaliforniai kormányzó és az Amerikai Egyesült Államok elnöke, Ronald Reagan és Nancy Reagan leánya) és a hangszeres Journey of the Sorcerer, amely később a Galaxis útikalauz stopposoknak, a BBC rádiós és televíziós sorozatának zenéje lett.
Leadon kiábrándult abból, hogy a zenekar milyen irányba halad, és hogy ő elvesztette a kreatív befolyását, mivel az általa óhajtott country hangzás egyre jobban átadta a helyét a rock and rollnak. Elégedetlensége, elsősorban Freyjel, tetőzött egy éjszaka, amikor az élénken ecsetelte, milyen irányba kell haladniuk, és ekkor Leadon sört öntött Frey fejére mondván: „Lazítanod kell, ember!”. 1975. december 20-án több hónapos cáfolás után, bejelentették, hogy Leadon elhagyta a zenekart.

### Nagy sikerek (1975–77)
1975. december 20-án hivatalosan is bejelentették, hogy Leadon helyettesítője a gitáros, énekes és billentyűs Joe Walsh lesz, aki már néhány éve a zenekar barátja volt. Ő korábban a James Gang és a Barnstorm együttesekben valamint szólóban is játszott. Walsh menedzsere szintén Azoff volt és Szymczyk a zenei producere. Volt néhány kezdeti aggodalom Walshnak a zenekarba való beilleszkedési képességét illetően, mivel túl „vadnak” tartották az Eagleshez, különösen Henley. Leadon távozása után az Eagles korábbi country hangzása szinte teljesen eltűnt, mivel Felder és Walsh megjelenésével a zenekar sokkal keményebb stílusban kezdett játszani.
1976-ban a zenekar kiadta az első válogatásalbumot, Their Greatest Hits (1971–1975) címmel. Az album lett a 20. század legmagasabb példányszámban eladott lemeze az Egyesült Államokban, ahol azóta 29 millió példányban kelt el, és 42 millió példányban világszerte. Ez maradt a minden idők legeladottabb lemeze, amíg Michael Jackson Thriller albuma át nem vette ezt a címet, 2009-ben, Jackson halálát követően.
Az album megszilárdította az Eagles státuszát mint az évtized legsikeresebb amerikai együttesét.
A következő albumuk, a Hotel California, 1976. december 8-án jelent meg, ez volt a zenekar ötödik stúdióalbuma, és az első Walsh szereplésével. Az album elkészítése másfél évbe telt, ami a turnézással együtt teljesen kikészítette a zenekart. Az album első kislemeze, a New Kid in Town lett az Eagles harmadik listavezetője.
A második kislemez az album címadó dala volt, amely 1977 májusában vezette a slágerlistákat és kétségkívül az Eagles legismertebb dala lett. Henley énekli a számot, Felder és Walsh pedig egy csodálatos gitárduettet játszik benne. A dalt Felder, Henley és Frey írta, a zenéje teljes egészében Felder szerzeménye. A titokzatos szöveget sokféleképpen értelmezték, melyek közül néhány vitatható. Pletykák is terjengtek bizonyos körökben, hogy a dal a sátánizmusról szól. A híreszteléseket a zenekar megcáfolta és később Henley is a History of the Eagles dokumentumfilmben. Henley a 60 Minutes amerikai hírmagazinban mondta 2007-ben, hogy „ez voltaképpen egy dal az amerikai álom árnyoldaláról és a túlzásokról Amerikában, dolgok amikről eddig is tudtunk.”
Hard rock hangzásával, Life in the Fast Lane is nagy sikert aratott, ami megszilárdította Walsh pozícióját a zenekarban. A harmadik és egyben utolsó kislemezként a 11. helyet érte el a listákon. A Wasted Time ballada zárja az album első oldalát, míg ennek a zenekari változata nyitja a második oldalt. Az album a The Last Resort című dallal zárul, egy dal amelyet Frey egyszer „Henley mesterművének” nevezte, de amelyet Henley úgy jellemzett mint „meglehetősen egyhangú” és „soha nem teljesedett ki teljes mértékben, zeneileg szólva”.
A második oldalon, a kifutási barázda részbe a „V.O.L. Is Five-Piece Live” van gravírozva, ami azt jelenti, hogy az instrumentális dal, a Victim of Love eredeti stúdiófelvétel, amely nem utólagos keveréssel készült. Henley megerősíti ezt a The Very Best Of album borítóján lévő jegyzetben. Mindazonáltal, a dal komoly vita tárgya volt Don Felder és a zenekar többi tagja között. A 2013-ban készített dokumentumfilmben Felder azt állította, hogy a Victim of Love vokálja neki volt ígérve, mivel a zenéjének oroszlánrészét ő írta. Több sikertelen kísérlet után, hogy Felder énekét rögzítsék, Irving Azoff menedzsert bízták meg, hogy menjen el Felderrel ebédelni, így távolítva őt el a keverőasztaltól, míg a hangját Don Henley utólag felvett énekével helyettesítették. Joe Walsh azt mondta, hogy a Felder sohasem bocsátotta meg nekik ezt a turpisságot. (A könyvében Felder tagadott bármilyen sértődöttséget.) A Hotel California több listán is szerepelt mint minden idők legjobb albuma, és az együttes legkelendőbb albuma lett, több mint 16 millió eladott példánnyal az USA-ban és több mint 32 millió példánnyal világszerte.
Az album elnyerte „Az év felvétele” Grammy-díjat (Hotel California) és a „Best Vocal Arrangement for Two or More Voices” (Legjobb vokál-hangszerelés két vagy több hangra) díjat (New Kid in Town). A Hotel California vezette a slágerlistákat és az 1978-as „Az év albuma” Grammy-díjra jelölték, de a győztes Fleetwood Mac „Rumours” albuma lett. A hatalmas világméretű turné az album népszerűsítésére tovább rontotta a zenekar tagjai közötti már amúgy is feszült személyes és kreatív kapcsolatokat.
A Hotel California az utolsó album amelyen, az egyik alapító tag, Randy Meisner közreműködik, és aki az 1977-es turnéjuk után hirtelen elhagyta a zenekart. Az Eagles tizenegy hónapig egyfolytában turnézott, amit megszenvedett a zenekar. Amikor a turné 1977 júniusában Knoxville-be érkezett, kiújult Meisner gyomorfekélye. Küszködött, hogy kiénekelje a magas hangokat a Take It To the Limit című számban, és nem volt hajlandó elénekelni a dalt, ami miatt Freyjal vitába keveredett. Meisner úgy döntött, hogy nem fogja énekelni a dalt ráadásként a Knoxville koncerten, mert sokáig volt fent, és elkapta az influenzát. Frey és Meisner között tettlegességre került sor a színfalak mögött, és Meisner elhagyta a helyszínt. Az eset után Meisner úgy döntött, hogy a turné végeztével elhagyja az együttest, és visszatér Nebraskába, hogy a családjával legyen. Utolsó fellépése East Troyban, Wisconsinban volt, 1977 szeptember 3-án. A zenekarban Meisner helyét ugyanaz a zenész vette át, aki a Pocóban is őt követte, Timothy B. Schmit, miután a tagok megegyeztek abban, hogy Schmit az egyetlen jelölt.
1977-ben a zenekar, Don Felder nélkül, közreműködött Randy Newman Little Criminals című albumán, beleértve a Short People számot, amelyben Frey és Schmit háttérvokálként szerepel.

### Hanyatlás és feloszlás (1977-80)
Az Eagles 1977-ben stúdióba vonult, és megkezdte a következő album, a The Long Run felvételeit. A lemez elkészítése két évig tartott. Eredetileg duplaalbumnak tervezték, de a zenekar tagjai nem tudtak elég dalt írni hozzá. 1979. szeptember 24-én került a lemezboltokba. Annak ellenére, hogy egyes kritikusok szerint csalódást okozott, mert nem tudott felnőni Hotel California szintjére, a lemez hatalmas kereskedelmi sikernek bizonyult. Az album a slágerlisták élére került, és hétmillió példányban kelt el. Ezen túlmenően a lemez tartalmazott három Top 10 kislemez dalt. A Heartache Tonight volt az utolsó számuk, amelyik a Billboard Hot 100 listavezetője lett, 1979. november 10-én. A címadó dal és az I Can't Tell You Why is 8. helyre került a listákon. Az együttes megnyerte a negyedik Grammy-díját Heartache Tonight számmal. Walsh szerzeménye az In The City és a The Sad Cafe az élő előadások fontos elemévé vált. A zenekar rögzített két karácsonyi dalt is, a Funky New Year és a Please Come Home For Christmas, amelyeket egy kislemezen adtak ki 1978-ban és ami elérte a 18. helyet a listákon.
Frey, Henley és Schmit közreműködött mint háttérvokál a Boz Scaggs kislemezén, a Look What You've Done to Me számában. Egy szám másik változata, női háttérvokállal, hallható az Urban Cowboy (Városi cowboy) című filmben, az Eagles 1975-ös slágerével (Lyin' Eyes) együtt.
1980. július 31-én a Long Beach-i koncertjükön elszabadultak az indulatok, amit úgy emlegetnek mint a Long Night at Wrong Beach (Hosszú éjszaka, rossz tengerparton). Az ellenségeskedés Felder és Frey között a fellépésük előtt tetőzött, és azzal kezdődött amikor Felder azt mondta: „Szívesen – Azt hiszem”, Alan Cranston kaliforniai szenátor feleségének, amikor az megköszönte a támogató koncertjüket a politikus újraválasztási kampányában. Felder ugyanis nem szerette volna, ha a zenekar politikai ügyekbe keveredik. A zenekar többi tagja viszont, különösen Frey úgy gondolta hogy a szenátor fontos és jó ügyet képvisel, amit ők is támogatnak. Frey és Felder az egész előadás alatt egymást fenyegették, hogy milyen verést fognak adni a másiknak a színfalak mögött. „Már csak három dal, amíg szétrúgom a seggedet haver” – emlékszik vissza Frey Felder szavaira a koncert vége felé. Felder pedig arra emlékszik, hogy Frey azt mondta neki a "Best of My Love" szám alatt, „Szét fogom rúgni a seggedet, amikor lemegyünk a színpadról.”
Úgy tűnt, hogy ez a zenekar végét jelenti, de a zenekarnak még mindig volt egy elkötelezettsége egy koncertfelvétellel az Elektra Records felé, amely a Hotel California és a The Long Run turnékról tartalmazott felvételeket. Az Eagles Live felvételeit (megjelent 1980 novemberében) Amerika két szemközti partján keverték. Frey már kilépett és Los Angelesben maradt, míg a többiek Miamiban dolgoztak a saját részeiken. „Mi háromrészes harmóniákat rögzítettünk a Federal Express jóvoltából” – mondta a producer, Bill Szymczyk. Frey nem volt hajlandó beszélni a többi Eagles-taggal és elbocsájtotta menedzserét, Irving Azoffot. Az elismerések (credits) öt ügyvédet neveznek meg, de az album jegyzetekben csak ennyit lehetett olvasni: „Köszönöm, és jó éjszakát.” A Seven Bridges Road dal élő változata az albumról kislemezen is megjelent. A számot Steve Young írta és Iain Matthews hangszerelte a saját Valley Hi albumának 1973-ban. A dal a 21. helyet érte el a listákon 1980 végén, és ez lett az Eagles utolsó Top 40-es száma 1994-ig.

### Szólókarrierek
Miután az Eagles felbomlott, a korábbi tagok egyéni karrierjüket egyengették. Az Elektra, amely régóta a zenekar lemezkiadója volt, tulajdonjoggal rendelkezett az tagok által létrehozott szólóalbumok felett is (bár többen közülük különböző kiadókhoz szerződtek következő években). Walsh már dolgozott szólóban 1970 előtt és az Eagles ideje alatt is, de a többiek számára ismeretlen vizek voltak. Walsh kiadott egy sikeres albumot, 1981-ben, There Goes the Neighborhood, de a későbbi albumokat az 1980-as években, mint például a Got Any Gum? kevésbé pozitívan fogadták. Ebben az időszakban Walsh session zenészként is dolgozott többek között Dan Fogelberg, Steve Winwood, John Entwistle, Richard Marx és Emerson, Lake & Palmer lemezfelvételein, és mint producer és társszerző Ringo Starr Old Wave albumán.
Henley érte el vitathatatlanul a legnagyobb kereskedelmi sikert, minden korábbi Eagle tag közül. 1981-ben duettben énekelte Stevie Nicksszel a Fleetwood Mac hírességével Leather and Lace című számot. 1982-ben adták ki a I Can't Stand Still nagylemezét, többek között a Dirty Laundry slágerrel. Ez az album elhalványul a következő lemezéhez képest, amelyik 1984-ben jelent meg Building the Perfect Beast címmel. Ez a lemez tartalmazza a klasszikus rock-rádió slágert The Boys of Summer (a Billboard lista 5. helyén), az All She Wants to Do Is Dance (9. hely), a Not Enough Love in the World (34. hely) és a Sunset Grill (22. hely). Henley következő albuma, az The End of the Innocence (1989), szintén nagy sikert aratott. Ez a lemez tartalmazza a The End of the Innocence, The Last Worthless Evening és A Heart of the Matter dalokat. Szólókarrierje lerövidült szerződési viták miatt a lemezkiadóval, amelyek megoldódtak 1994-ben, amikor az Eagles újra összeállt.
Frey is ért el egyéni sikert az 1980-as években. 1982-ben kiadták első albumát, No Fun Aloud, amelyről a listák 15. helyére került a The One You Love című dala. Következő nagylemeze a The Allnighter 1984-ben jelent meg, rajta egy 20. helyezéses Sexy Girl című számmal. A Beverly Hills-i zsaru filmzenéje, a The Heat Is On a 2. helyre került a listákon. Volt még egy 2. helyezéses száma 1985-ben, a You Belong to the City, a Miami Vice filmzenéje, melyben egy másik Frey-dal is elhangzik a Smuggler's Blues. Az utóbbi dallal azonos című epizódban szerepelt, mint Jimmy és a riffeket ő játszotta a rész zenéjéhez. Szintén ő szerezte a Szellemirtók 2. filmzenéjében a Flip City című dalt és a Thelma és Louise filmben a Part of Me, Part of You-t.
A filmkészítő, Eagles-rajongó és korábban zenei tudósító Cameron Crowe, újságírói karrierje idején írt cikkeket a Poco és az Eagles együttesekről. Az első egész estés filmje 1982-ben készült a Változó világ című forgatókönyvéből. A film társproducere az Eagles menedzsere Azoff volt, aki szintén koprodukcióban készítette el filmzenealbumát az Elektra lemezkiadó gondozásában. Henley, Walsh, Schmit és Felder egy-egy saját szerzeménnyel járult hozzá a film zenéjéhez. A film vége felé látott táncjelenetben, a zenekar játssza a Life in the Fast Lane Eagles dalt is.
Felder kiadott egy szólóalbumot és két számmal is hozzájárult a Heavy Metal animációs film zenéjéhez: Heavy Metal (Takin' a Ride) (Henley és Schmit szolgáltatta a szám énekhangját) és All of You. Volt még egy kisebb sikere az Bad Girls dallal az Airborne albumáról.
Schmit termékeny szólókarrierbe kezdett a zenekar felbomlása után. Volt egy slágere a „Változó világ” filmzenéjében, a So Much in Love. Közreműködött Crosby, Stills & Nash Daylight Again albumának, a Southern Cross és a Wasted on the Way számaiban, amikor az együttesnek szüksége volt egy extra énekesre David Crosby túlzott kábítószer-fogyasztása miatt. Schmit háttérvokált énekelt a Toto együttes Toto IV albumán, beleértve az I Will not Hold You Back dalt, és szerepelt a zenekar 1982-es európai turnéján. Három évig (1983–1985) Jimmy Buffett „Coral Reefer band” együttes tagja volt és megalkotta a "Parrotheads" elnevezést az Buffett rajongókra. Volt egy top-40 slágere 1987-ben a Boys' Night Out dallal és egy top-30 sikere a "Don't Give Up", mindkettő a Timothy B. albumáról. Schmit, Meisner és Walsh közreműködtek Richard Marx Don't Mean Nothing debütáló kislemezén. 1992-ben Schmit és Walsh, Ringo Starr All-Starr Band tagjaként turnézott és láthatók a Montreux-i Jazz Fesztivál live videóján. Schmit két szólóalbumot jelentetett meg, a Playin' It Cool 1984-ben és a Tell Me the Truth 1990-ben. Ő az egyetlen Eagles tag aki közreműködött 1993-ban az Eagles tiszteletére készült Common Thread: The Songs of the Eagles albumon, háttérvokálként a Vince Gill által előadott I Can't Tell You Why Eagle számban.
Meisner Hearts on Fire című dala a 19. helyre jutott a listákon, 1981-ben.

### Újra egyesülések

#### 1994–2001: Hell Freezes Over
A Take It Easy videója felvételénél Travis Tritt ragaszkodott ahhoz, hogy abban a Long Run-kori Eagles tagok szerepeljenek, amibe azok bele is egyeztek. Egyéves nyilvános spekuláció után, a zenekar hivatalosan összeállt a következő évben. Az összetétele a következő volt, az öt Long Run-időbeli tag – Frey, Henley, Walsh, Felder és Schmit – kiegészítve Scott Crago (dob), John Corey (billentyűs hangszerek, gitár, vokál), Timothy Drury (billentyűs hangszerek, gitár, vokál), és Al Garth (szaxofon, hegedű) zenészekkel a színpadon.
„Csak a jegyzőkönyv kedvéért, az Eagles soha nem oszlott fel, csak egy 14 éves szünetet tartott“, jelentette ki Frey már az első élő előadáson 1994 áprilisában. Az ezt követő turnén született koncertalbum címe Hell Freezes Over lett, utalva Henley visszatérő nyilatkozatára, hogy a csoport akkor áll újra össze „A pokol befagy“. A lemez rögtön az első helyre került a Billboard listáján és a már ismert számokon kívül, tartalmaz a négy új stúdió dalt, köztük a Get Over It és Love Will Keep Us Alive amelyek bekerültek a Top 40 listára. Az album ugyanolyan sikeresnek bizonyult mint a turné és hatmillió példányban adták el az USA-ban. A turné 1994 szeptemberében megszakadt Frey vastagbél diverticulosisának kiújulása miatt, újraindult 1995-ben és folytatódott 1996-ban. 1998-ban az Eagles bekerült a Rock and Roll Hall of Fame listára. A beválasztási ceremónián, az Eagles mind a hét tagja (Frey, Henley, Felder, Walsh, Schmit Leadon és Meisner) együtt játszott el két dalt, a Take It Easy és a Hotel California címűt. Ezt számos közös turné követte (Leadon és Meisner nélkül), amelyek a rekorddrága jegyárairól lettek nevezetesek.
Az Eagles 1999. december 28-án és 29-én fellépett a Las Vegas-völgyi Mandalay Bay Events Centerben, majd december 31-én koncertet adott a Los Angeles-i Staples Centerben. Ez volt az utolsó alkalom, amikor Felder a zenekarban játszott, és ezek a fellépések (beleértve a tervezett videó kiadását) képezik később a per részét amit Felder indít az egykori tagok ellen. A koncertfelvételeket kiadták egy díszdobozos, négy lemezes CD részeként, Selected Works: 1972–1999, 2000 novemberében. A koncertfelvételek mellett, a kollekció tartalmazza a zenekar listavezető slágereit és részleteket a The Long Run album felvételéről. A Selected Works 2002-ben platinalemez lett (egymillió példány feletti eladás) a Amerikai Hanglemezgyártók Szövetsége (RIAA) osztályozása szerint. Az együttes 2001-ben folytatta turnézást Frey, Henley, Walsh és Schmit felállásban, kiegészítve Steuart Smith (gitár, mandolin, billentyűs hangszerek, vokál; lényegében átveszi Felder szerepét), Michael Thompson (billentyűs, harsona), Will Hollis (billentyűs, háttérének), Scott Crago (dobok, ütőhangszerek), Bill Armstrong (Horns), Al Garth (szaxofon, hegedű), Christian Mostert (szaxofon) és Greg Smith (szaxofon, ütőhangszerek) zenészekkel.

#### 2001–2007: Don Felder perel, megszakítás
2001. február 6-án, Don Feldert kirúgták az Eaglesből. Ő erre azzal válaszolt, hogy pert indított az "Eagles, Ltd.", Don Henley és Glenn Frey ellen, jogellenes felmondás, szerződés megsértése és bizalmi kötelezettséggel való visszaélés címén, és állítólag 50 millió dollár kártérítést követelt. Felder azt állította, hogy az 1994-es Hell Freezes Over turnétól kezdve Henley és Frey „ … ragaszkodott hozzá, hogy nagyobb százalékban részesüljenek az együttes nyereségéből …“, míg a pénzt korábban öt egyenlő részre osztották. Felder azzal is vádolta őket, hogy nyomást gyakorolnak rá egy olyan megállapodás aláírásra, amelynek értelmében Henley és Frey háromszor annyit kapna a Selected Works: 1972–1999 bevételéből.
Az ügyfelei, Henley és Frey, nevében az ügyvéd Daniel M. Petrocelli azt mondta:
„Henley és Frey úgy érezte, hogy a kreatívitás, a személyes kapcsolatok és a teljesítmény alapján, ő már nem lehet tagja a zenekarnak… Eltávolították és erre minden joguk megvolt. Ilyen történik rock 'n' roll zenekarokkal a kezdettől fogva.“
Henley és Frey erre ellenpert indított szerződésszegés vádjával, mivel Felder írt egy „mindent kitálaló“ könyvet, Mennyország és pokol: Életem az Eaglesben (1974-2001) címmel. A könyv eredeti megjelenését felfüggesztették, mivel a kiadó Hyperion Books kihátrált 2001 szeptemberében, amikor a kiadás teljes példányszámát vissza kellett vonni, újabb törlések és a változtatások elvégzésére. Az amerikai kiadás a John Wiley & Sons gondozásában 2008. április 28-án jelent meg, amelynek reklámkampányában Felder teljes erővel részt vett. A könyv az Egyesült Királyságban 2007 november 1-jén jelent meg.
2002. január 23-án a Los Angeles-i megyei bíróság összevonta a két pert és a tárgyalás időpontját 2006 szeptemberére tűzte ki. Ezt a tárgyalást felfüggesztették mivel a felek, egy meg nem nevezett összeg fejében, kiegyeztek.
2003-ban az Eagles kiadott egy válogatásalbumot, The Very Best Of, ami dupla-lemezes összeállítás volt. Az első lemez magában foglalta a teljes karrierjüket az Eagles albumtól a Hell Freezes Over-ig. Az album a Billboard lista 3. helyén debütált és végül tripla platina státuszt nyert. Az album tartalmazott egy új számot is, Hole in the World, amelynek a témája a 2001. szeptember 11-ei terrortámadások volt. Szintén 2003-ban, Warren Zevon, az Eagles régi barátja, elkezdett dolgozni az utolsó albumán, (The Wind) Henley, Walsh és Schmit közreműködésével.
2005. június 14-én az Eagles kiadott egy új 2-lemezes DVD-t, Farewell 1 Tour-Live Melbourne, melyen két új szám volt, Frey No More Cloudy Days című és Walsh One Day at a Time című dala. Egy speciális kiadása, 2006-os kiadvány, ami kizárólag a Walmart és a kapcsolt üzlethálózatnak készült, tartalmaz egy bónusz audio CD-t három új dallal, a No More Cloudy Days, Fast Company, és Do Something stúdió változatait.

#### 2007–13: Long Road Out of Eden világkörüli turné

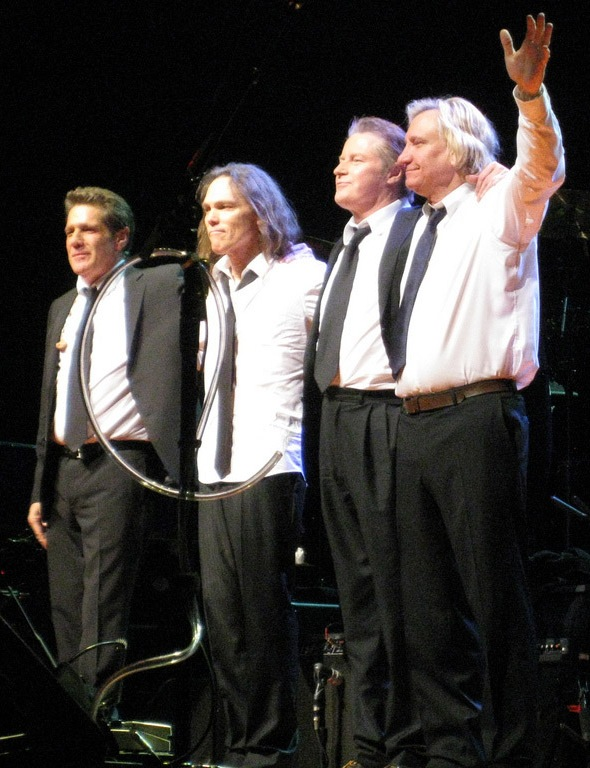
Eagles 2008: Glenn Frey, Timothy B. Schmit, Don Henley és Joe Walsh

2007-ben az Eagles összetétele Frey, Henley, Walsh és Schmit volt. A How Long című JD Souther szerzeményt 2007. augusztus 20-án adták ki kislemezen, egy online videó kíséretében a Yahoo! Music szolgáltatáson. A televízióban augusztus 23-án a Country Music Television, Top 20 Countdown műsorában debütált. A zenekar már játszotta a dalt a korai 1970-es években, de nem akkor rögzítették, mert Souther meg akarta tartani az első szólólemezéhez. Souther korábban már dolgozott az együttessel, közösen velük írta az Eagles néhány legnagyobb slágerét, többek között a Best of My Love, Victim of Love, Heartache Tonight és a New Kid in Town címűeket.
2007. október 30-án jelent meg az Eagles Long Road Out of Eden nagylemeze, amelyik 1997 óta az első lemezük vadonatúj anyaggal. Az album megjelenésének első évében a lemez az Egyesült Államokban csak a zenekar weboldalán, a Walmart és Sam Club boltokban volt kapható. Más országokban hozzáférhető volt a hagyományos kereskedelmi egységekben. Az album első helyen debütált az Egyesült Államokban, az Egyesült Királyságban, Ausztráliában, Új-Zélandon, Hollandiában és Norvégiában. Ez lett a harmadik stúdió albumuk és összességében a hetedik amelyik hétszeres platinalemez lett a RIAA mércéje szerint. Henley az nyilatkozta a CNN tévécsatornának, hogy "Ez talán az utolsó Eagles album amit készítettünk."
Az Eagles díjátadó bemutatkozója 2007. november 7-én volt, amikor a How Long című számot adták elő a Country Music Association Awards ünnepségen.
A második kislemez, a Long Road Out of Eden, 2008. január 28-án jelent meg . A Busy Being Fabulous daluk 28. helyet ért el az amerikai Billboard, „Hot Country Songs” listáján és 12. helyet az „Hot Adult Contemporary Tracks” listáján. Az Eagles elnyerte az ötödik Grammy-díját, a Legjobb country duó vagy együttes kategóriában a How Long című számával.
2008. március 20-án az Eagles megkezdte az albumot népszerűsíteni hivatott azonos nevű világkörüli turnéját a londoni O2 Arénában. A turné amerikai része a Rio Tinto Stadium-ban (Sandy, Utah) zárult 2009. május 9-én. Ez volt az első koncert volt amit egy futballstadionban tartottak. Ezután a turné Európában folytatódott, ahol az utolsó koncertet 2009. július 22-én Lisszabon-ban tartották. A zenekar a 2010 nyarát észak-amerikai stadionok turnéjával töltötte, a Dixie Chicks együttessel és Keith Urban-nal közösen. A turné átnyúlt Angliába is, ahol 2011. július 1-én a Hop Farm Fesztivál fő attrakciója volt.
Amikor 2010 novemberében megkérdezték, hogy az Eagles tervezi-e a Long Road Out of Eden folytatását, Schmit azt válaszolta: „Az első reakcióm az lenne: nem létezik. De ezt mondtam az utolsó turné előtt is, szóval nem igazán lehet tudni. Az együttesek törékeny egységek és soha nem tudni, hogy mi fog történni. Sok időbe telt az utolsó album elkészítése, tényleg évekbe, és ez sokat kivett belőlünk. Egy bizonyos ponton tartottunk egyéves szünetet. Nem vagyok biztos abban, hogy képesek vagyunk újra megtenni. Én nem akarom kizárni a dolgot, de egyszerűen nem tudom.” Walsh 2010-ben azt mondta, lehet még egy albumot kiadnak, mielőtt a zenekar „összepakol”. Frey később, egy 2012 interjúban azt mondta, hogy a zenekarban beszélgettek egy EP kiadásáról 4-6 dallal, amely tartalmazhatna eredeti és cover számokat.

#### 2013–15: History of the Eagles dokumentumfilm és turné

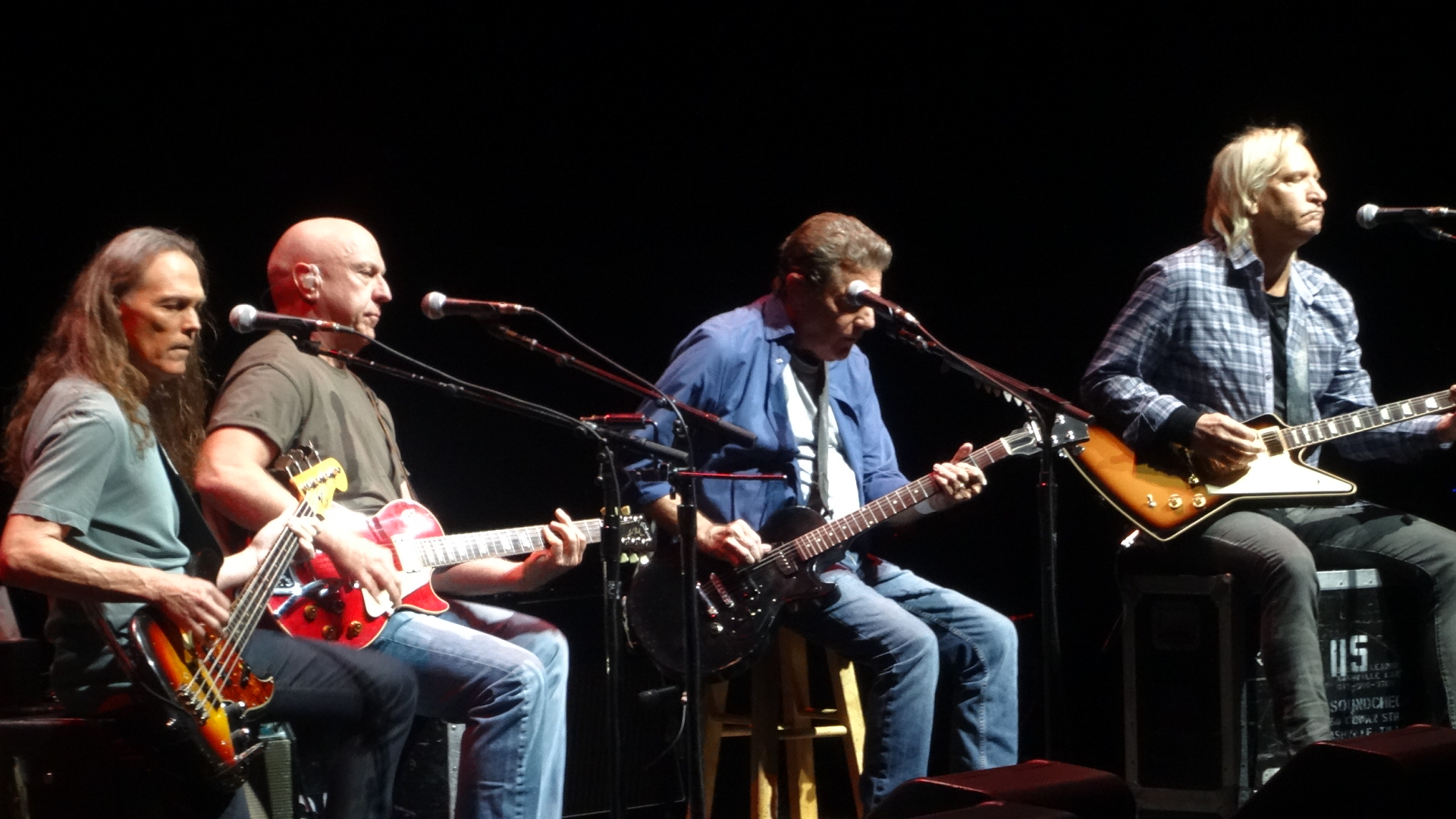
Az Eagles története turné, 2014: Bernie Leadon-nal (balról a második), Henley (dobokon) nem látszik a képen

2013 februárjában megjelent az Eagles a egész karrierjét átfogó dokumentumfilm, az úgynevezett History of the Eagles és elkezdte a népszerűsítő turnét, amelyik 11 amerikai arénára terjedt ki július 6. és 25 között. Henley azt mondta, hogy a turné, ami nemzetközi méreteket öltött és egészen 2015. július 29-ig tartott, „könnyen az utolsó lehet... be fogunk venni legalább egyet a zenekar egykori tagjai közül, egy kicsit visszamegyünk a gyökerekhez és oda ahogyan ezek a dalok születtek. Visszatérünk az alapokhoz s onnan indulva jutunk fel oda ahol most vagyunk.” Eredeti Eagles gitáros Bernie Leadon is részt vett a turnén. Walsh kijelentette: „Bernie ragyogó, soha nem volt alkalmam, hogy játsszam vele, de már volt kapcsolatom vele. Találkoztunk időről időre és nagyon örülök, hogy eljön, mert ez egy fokkal magasabbra emeli az előadást és én nagyon várom, hogy végre játszhassak vele.” A másik két korábbi tag, Randy Meisner és Don Felder, nem vettek részt a turnén. Meisner nem tudott eleget tenni a meghívásnak egészségügyi okokból, míg a Feldert meg sem hívták. Bár a perek az Eagles ellen rendeződtek 2007-ben, Henley azt állította, hogy a Felder továbbra is „ilyen vagy olyan jogi lépéseket tesz az együttes ellen”, de nem fejtette ki, hogy milyen lépések ezek.
Úgy tervezték, hogy a négy Eagles (Frey, Henley, Walsh és Schmit) 2015-ben átveszi a Kennedy Center Honors díjat, de elhalasztották 2016-ra Frey egészségügyi problémái miatt.

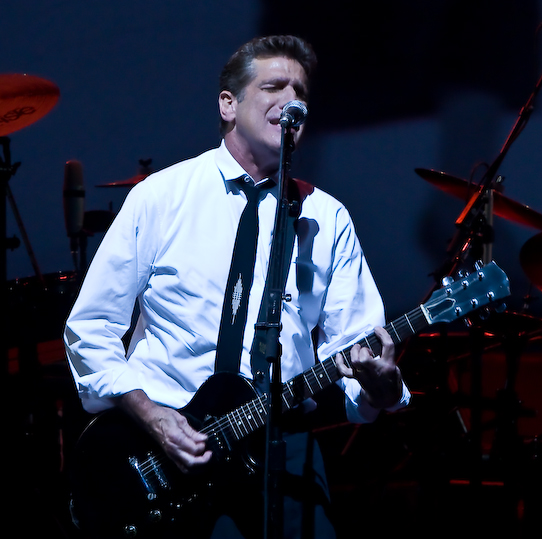
Glenn Frey, 2008

### Frey halála, a záróakkord
Frey, 2016. január 18-án, 67 évesen, hunyt el New York Washington Heights részében. Az együttes honlapján halálának okaiként a következőket adták meg, reumatoid artritisz, akut fekélyes vastagbélgyulladás, tüdőgyulladás valamint egy bélműtét fejleménye.
Februárban az 58. Grammy-gála ünnepségen az Eagles, Leadon-nal, a turné-gitáros Steuart Smith-szel és a társszerző Jackson Browne-nal kiegészülve, előadta a Take It Easy dalt Frey tiszteletére. 2016. március 6-án egy a BBC News-nak adott interjúban, Henley úgy fogalmazott, hogy a tiszteletadás a Grammy-rendezvényen a zenekar végső búcsúja volt, és azt mondta: „Nem hiszem, hogy látni fognak bennünket újra.
...és mégis!
Bár Frey pótolhatatlannak tűnt, fia Deacon Frey vette át apja helyét, és Vince Gill-el kiegészülve a sas újra szárnyalhat. 2018 szeptemberében Henley bejelentette, 2019-ben világkörüli turnéra indulnak!

## Zenei stílus
Befolyásolva az 1960-as rhythm and blues, soul, bluegrass, és rock zenekaroktól, mint a Byrds és a Buffalo Springfield, az Eagles hangzását úgy jellemezték mint "California rock". Sal Manna, a CD jegyzetek szerzője a zenekar 1994-es Hell Freezes Over albumán, megjegyezte, hogy „Senki sem tudta pontosan mit jelent a California rock, kivéve talán annyit, hogy mivel Kaliforniában bármi lehetséges, akkor a zene ami arról az ígéret földjéről jött, szabadabb szellemű és szabadabban szárnyaló”. A Rolling Stone úgy írja le az Eagles hangzását mint „country színezetű vokális harmóniák és hard-rock gitár és dalszöveg kombinációját”.
Az évek folyamán a csoport hangzását már jellemezték mint, country rock, soft rock és folk-rock, sőt a későbbi években mint album rock és arena rock.
A csoport első két albuma (Eagles és Desperado) kombinálta rock, country, hagyományos rock and roll és népzenei stílust, amelyik egy olyan hangzást eredményezett ami az együttest az 1970-es évek country-rock és folk-rock mozgalom élére vitte. A harmadik albumon (On the Border) a zenekar kibővítette a stílusát egy erőteljes hard rock hangzással, amilyet éppen csak érintett korábban. A következő albumon (One of These Nights) a csoport egy lágyabb hangzással próbálkozott, ami különösen a Take It to the Limit és a Lyin' Eyes kislemezeken érzékelhető, és amely egyesítették a rock, pop, country és folk stílusokat. A zenekar 2007-es Long Road Out of Eden comeback albumán visszatértek a kezdeti country rock hangzáshoz. Az Eagles is kísérletezett különböző műfajokkal a dalaikban, beleértve a blues-rock, rhythm and blues, funk, pop-rock, diszkó és bluegrass stílusokat.

## Az együttes tagjai
Alapító tagok:
- Glenn Frey, * 1948. november 6. Detroit, Michigan – † 2016. január 18. New York: ének, gitár, billentyűs hangszerek, szájharmonika
- Don Henley, * 1947. július 22. Gilmer, Texas: ének, dobok, ütős hangszerek, gitár
- Bernie Leadon, * 1947. július 19. Minneapolis, Minnesota: ének, gitár, bendzsó, mandolin, pedal steel gitár
- Randy Meisner, * 1946. március 8. Scottsbluffg, Nebraska: ének, basszusgitár, guitarrón.

Tagcserék:
- Don Felder, * 1947. szeptember 21. Gainesville, Florida: ének, gitár, pedal steel gitár; 1974. januárban lépett be az együttesbe. 2001-ben kidobták a zenekarból, mivel Frey-jal és Henley-vel összeveszett a dalok szerzői jogai miatt.
- Joe Walsh, * 1947. november 20. Wichita, Kansas: ének, gitár, billentyűs hangszerek; 1975 decemberében Bernie Leadon helyett lép az együttesbe
- Timothy B. Schmit, * 1947. október 30. Oakland, Kalifornia: ének, basszusgitár, akusztikus gitár; 1977-ben Randy Meisner helyett lépett az együttesbe

Idővonal

## Diszkográfia
| Év   | Cím                                 | Kiadó                   | Megjegyzés     |
| ---- | ----------------------------------- | ----------------------- | -------------- |
| 1972 | Eagles                              | Asylum                  | stúdióalbum    |
| 1973 | Desperado                           | Asylum                  | stúdióalbum    |
| 1974 | On The Border                       | Asylum                  | stúdióalbum    |
| 1975 | One Of These Nights                 | Asylum                  | stúdióalbum    |
| 1976 | Their Greatest Hits (1971–1975)     | Asylum                  | válogatásalbum |
| 1976 | Hotel California                    | Asylum                  | stúdióalbum    |
| 1979 | The Long Run                        | Asylum                  | stúdióalbum    |
| 1980 | Eagles Live                         | Asylum                  | koncertalbum   |
| 1982 | Eagles Greatest Hits Volume 2       | Asylum                  | válogatásalbum |
| 1994 | Hell Freezes Over                   | Geffen                  | koncertalbum   |
| 2000 | 1972-1999 Selected Works            | Elektra Entertainment   | válogatásalbum |
| 2003 | The Very Best Of Eagles             | Warner Strategic        | válogatásalbum |
| 2005 | Farewell 1 Tour-Live from Melbourne | Warner Vision           | koncertalbum   |
| 2007 | Long Road Out Of Eden               | Eagles Recording Co. II | stúdióalbum    |

## Elismerések, díjak
| Év   | Díj                       | Kategória                                             | Cím                           |
| ---- | ------------------------- | ----------------------------------------------------- | ----------------------------- |
| 1976 | Grammy-díj                | Legjobb vokális popduó vagy -együttes teljesítményért | Lyin’ Eyes                    |
| 1977 | Grammy-díj                | Legjobb vokál-hangszerelés két vagy több hangra       | New Kid in Town               |
| 1977 | Grammy-díj                | Az év felvétele                                       | Hotel California              |
| 1977 | Amerikai zenei díj        | Győztes „Pop/Rock Album“ kategóriában                 | Their Greatest Hits 1971–1975 |
| 1979 | Grammy-díj                | Legjobb vokális popduó vagy -együttes teljesítményért | Heartache Tonight             |
| 1981 | Amerikai zenei díj        | Győztes „Pop/Rock Group“ kategóriában                 | Eagles                        |
| 1996 | Amerikai zenei díj        | Győztes „Adult Contemporary Artist“ kategóriában      | Eagles                        |
| 1996 | Amerikai zenei díj        | Győztes „Pop/Rock Group“ kategóriában                 | Eagles                        |
| 1996 | Amerikai zenei díj        | Győztes „Pop/Rock Album“ kategóriában                 | Hell Freezes Over             |
| 2007 | Grammy-díj                | Best Country Performance by a Duo or Group            | How Long                      |
| 2008 | Grammy-díj                | Best Pop Instrumental Performance                     | I Dreamed There Was No War    |
| 2015 | Kennedy Center Honors díj | 39. Kennedy Center Honors díj                         |                               |

## Fordítás
Ez a szócikk részben vagy egészben  az   Eagles (band) című angol Wikipédia-szócikk fordításán alapul.  Az eredeti cikk szerkesztőit annak laptörténete sorolja fel. Ez a jelzés csupán a megfogalmazás eredetét és a szerzői jogokat jelzi, nem szolgál a cikkben szereplő információk forrásmegjelöléseként.